# Нік Рейні
Нік Рейні (англ. Nick Rainey; нар. 7 грудня 1980) — колишній американський тенісист.
Найвищу одиночну позицію світового рейтингу — 832 місце досяг 8 липня 2002, парну — 173 місце — 26 серпня 2002 року.

## Титули на челленджерах

### Парний розряд: (2)
| Ранг | Рік  | Турнір             | Покриття | Партнер      | Суперники                    | Рахунок  |
| ---- | ---- | ------------------ | -------- | ------------ | ---------------------------- | -------- |
| 1.   | 2002 | Тампере, Фінляндія | Ґрунт    | Даґ Богабой  | Туомас Кетола Яркко Ніємінен | 6–4, 6–2 |
| 2.   | 2004 | Бербанк, США       | Тверде   | Браян Вілсон | Пракаш Амрітрадж Ерік Тайно  | 6–2, 6–3 |